# گرمابه‌های رومی
گرمابه‌های رومی (انگلیسی: Roman Baths) مجتمع حمام رومی محل مورد علاقه تاریخی شهر بث است. این یک مکان شناخته‌شده رومی است که زمانی برای استحمام عمومی مورد استفاده قرار می‌گرفت.
حمام رومی زیر سطح خیابان مدرن قرار دارد. چهار ویژگی اصلی در آن وجود دارد: بهار مقدس، معبد رومی، خانه حمام رومی و موزه، که او را از بث رومی گرفته‌اند. ساختمان‌های بالای سطح خیابان از قرن نوزدهم به بعد بنا شده است.
حمام دارای جاذبه توریستی مهم است و در کنار اتاق بزرگ پمپ، سالانه بیش از یک میلیون بازدید کننده را پذیرا می‌باشد. بازدیدکنندگان می‌توانند از حمام و موزه بازدید کنند.

## ترکیب بهار گرم

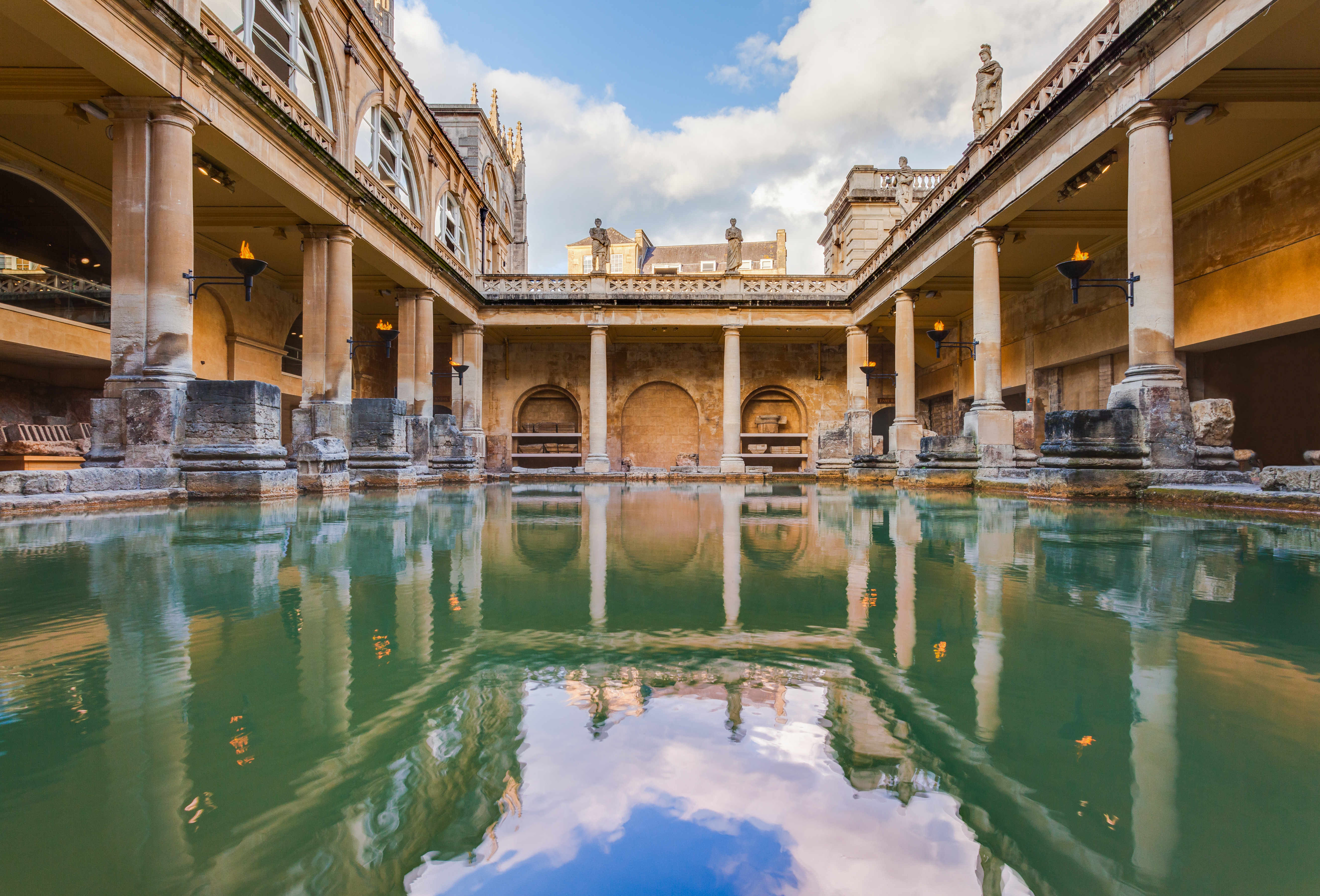
Roman Baths, as without any new architectural elements

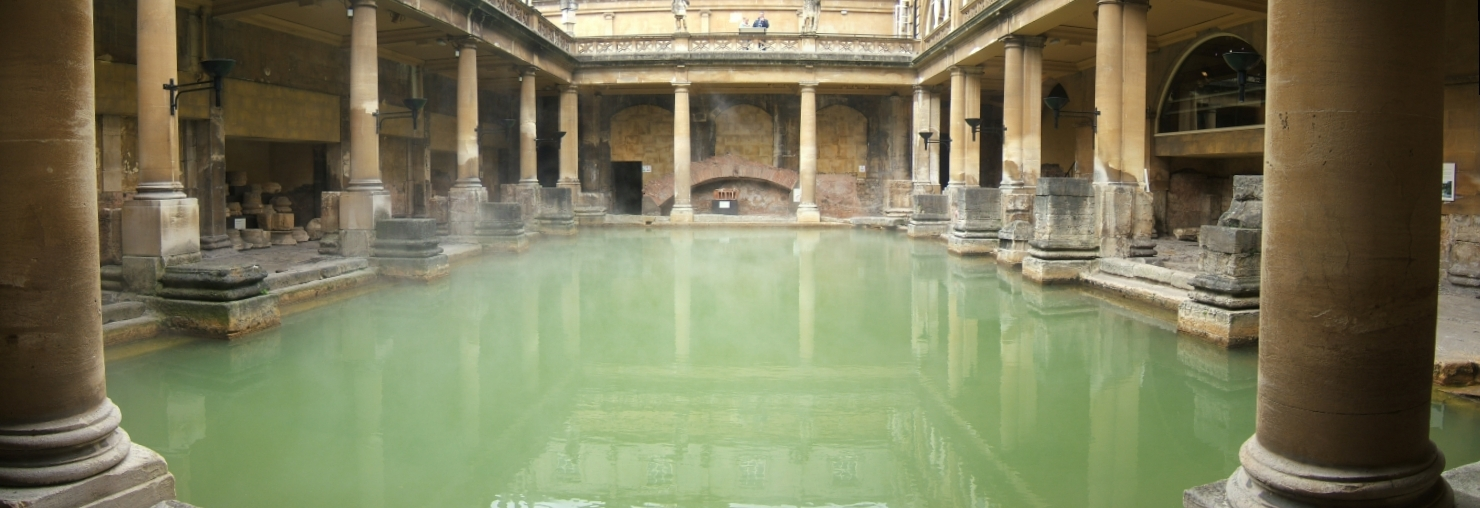
The Roman Baths in Bath

آبی که از زمین حمام بیرون می‌آید، در اثر بارش باران در نزدیکی «مندیپ هیلز» سقوط می‌کند. از سفره‌های آب سنگ آهک به عمق ۲٬۷۰۰ متری (۸٬۹۰۰ و ۴٬۳۰۰ فوت) استفاده می‌شود که در آن انرژی زمین گرمایی دمای آب را بین ۶۹ و ۹۶ درجه سانتیگراد (۱۵۶٫۲ و ۲۰۴٫۸ °F)افزایش می‌دهد. در فشار، آب داغ به سطح همراه شکاف و گسل‌های موجود در سنگ آهک بالا می‌رود. این فرایند شبیه به سیستم گرمایش زمین است که از فشار بالا و دماهای پایین‌تر از پوسته زمین استفاده می‌کند. آب داغ در دمای ۴۶ درجه سانتی گراد (۱۱۴٫۸ °F)هر روز، [۳] از خطای زمین‌شناسی افزایش می‌یابد. در سال ۱۹۸۳ یک چشمه آب معدنی جدید در آب وارد شد و یک چشمه آب‌گرم و سالم برای نوشیدن آب در اتاق پمپ تأمین شد.

## تاریخچه

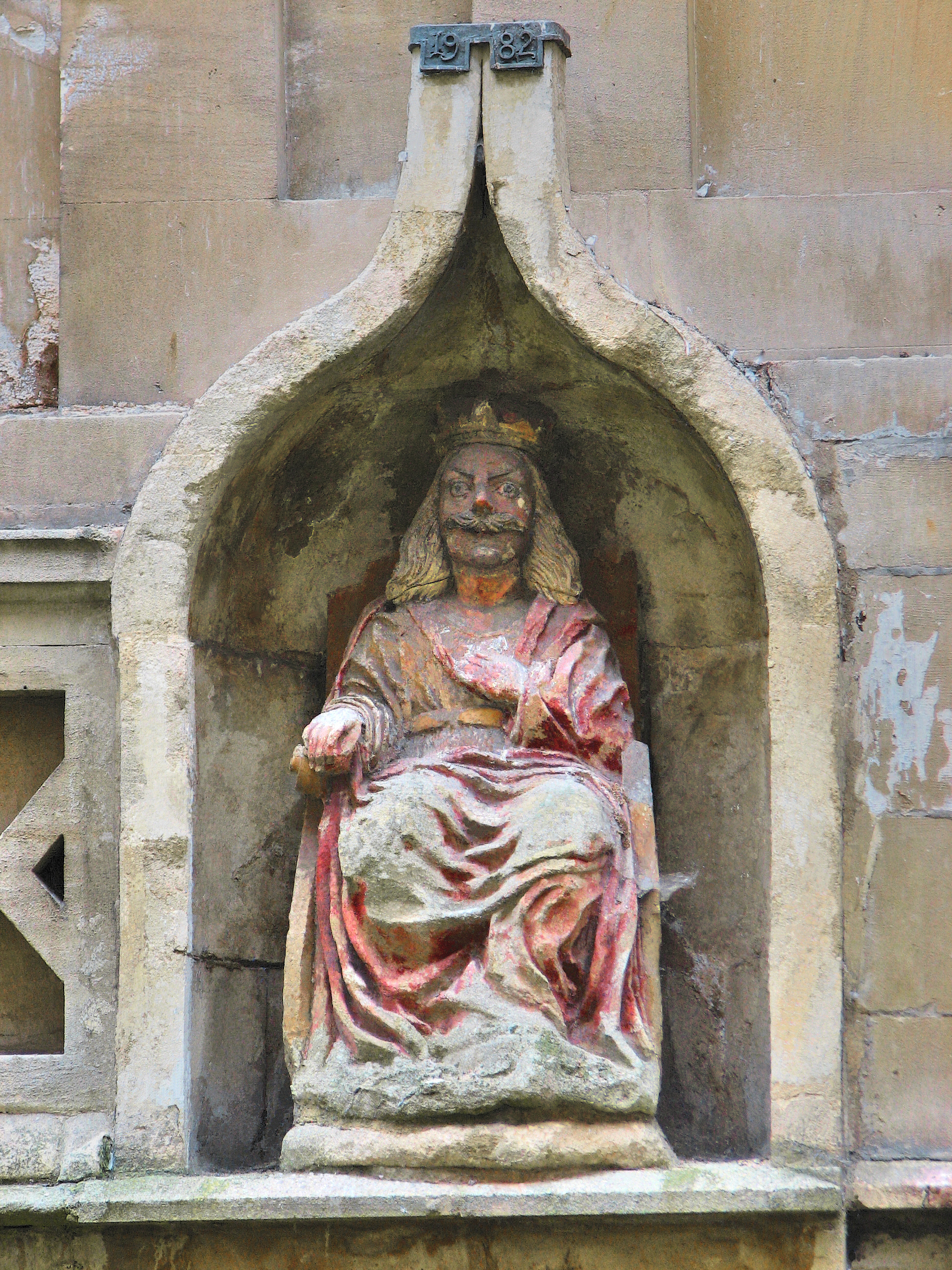
The statue of King Bladud overlooking the King's Bath carries the date of 1699, but its inclusion in earlier pictures shows that it is much older than this.

شواهد باستان‌شناسی حاکی از آن است که محل حمام‌های رومی ممکن است مرکز پرستش بوده باشد که از سوی سلت‌ها مورد استفاده قرار می‌گرفت؛ چشمه‌ها به الهه سولیس که رومیان با مین روا شناخته شده‌بودند، اختصاص داشت. جفری مونموت در تاریخ عمدتاً تخیلی‌اش، توصیف می‌کند که چگونه در ۸۳۶ پیش از میلاد، بهار توسط پادشاه بریتانیایی کشف شد که اولین حمام مغولی را ساخت. در اوایل قرن ۱۸، افسانه مبهم به عنوان حمایت سلطنتی از کیفیت‌های آب، با توجه به این که گله خوک‌ها از جذام را از طریق غوطه خوردن در گل و لای گرم درمان کرده بود، شهرت زیادی به دست آورد.

## نگارخانه

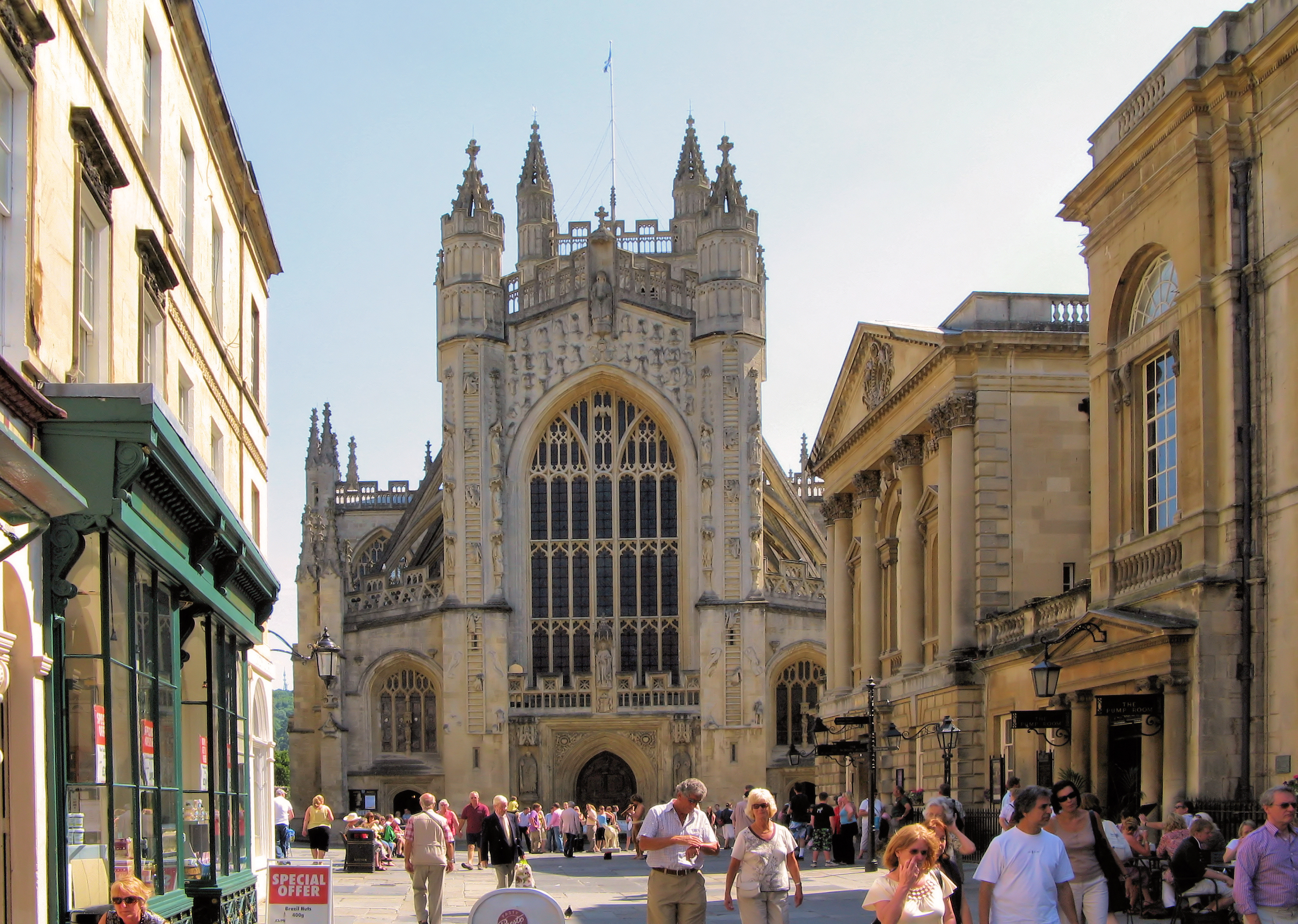
Bath Abbey West front, Roman Baths and Pump Room
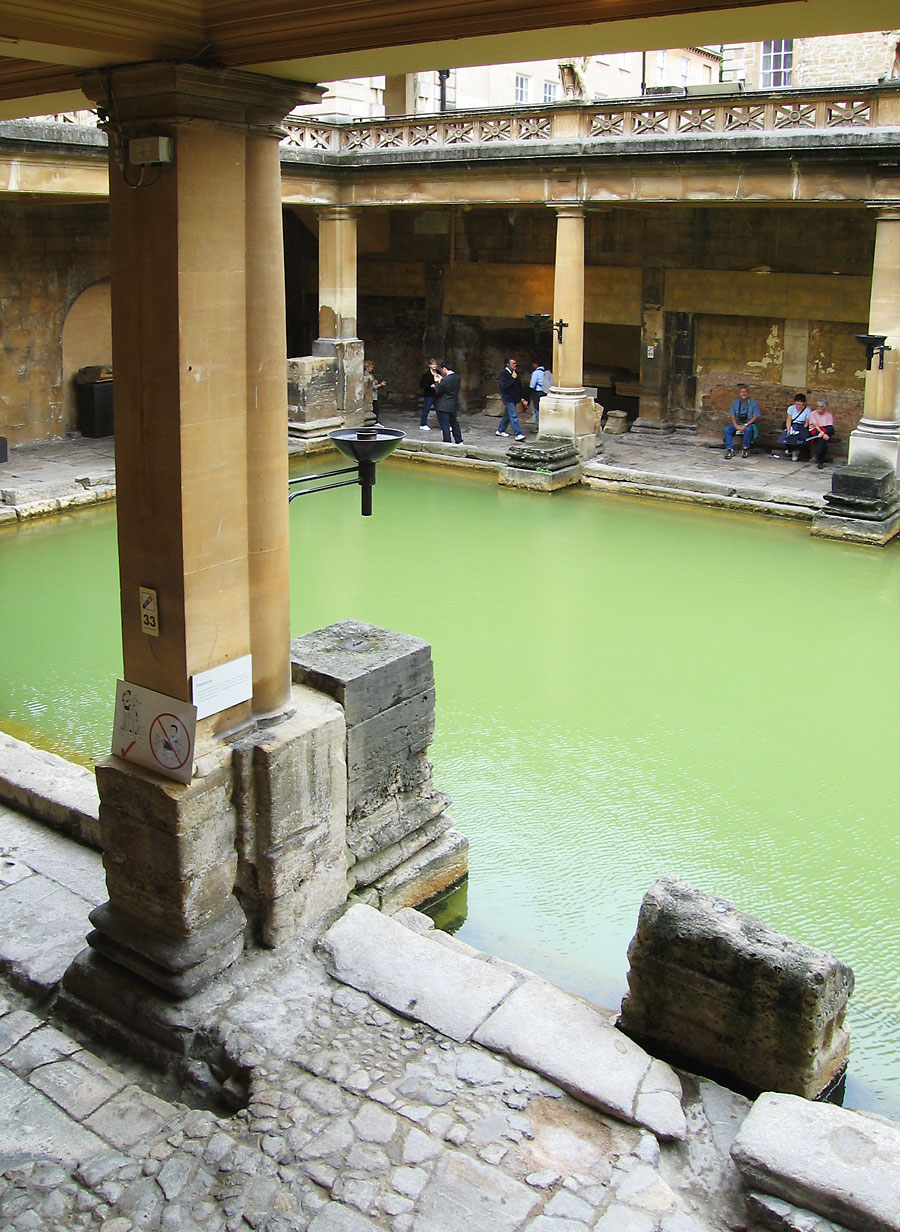
Great Bath
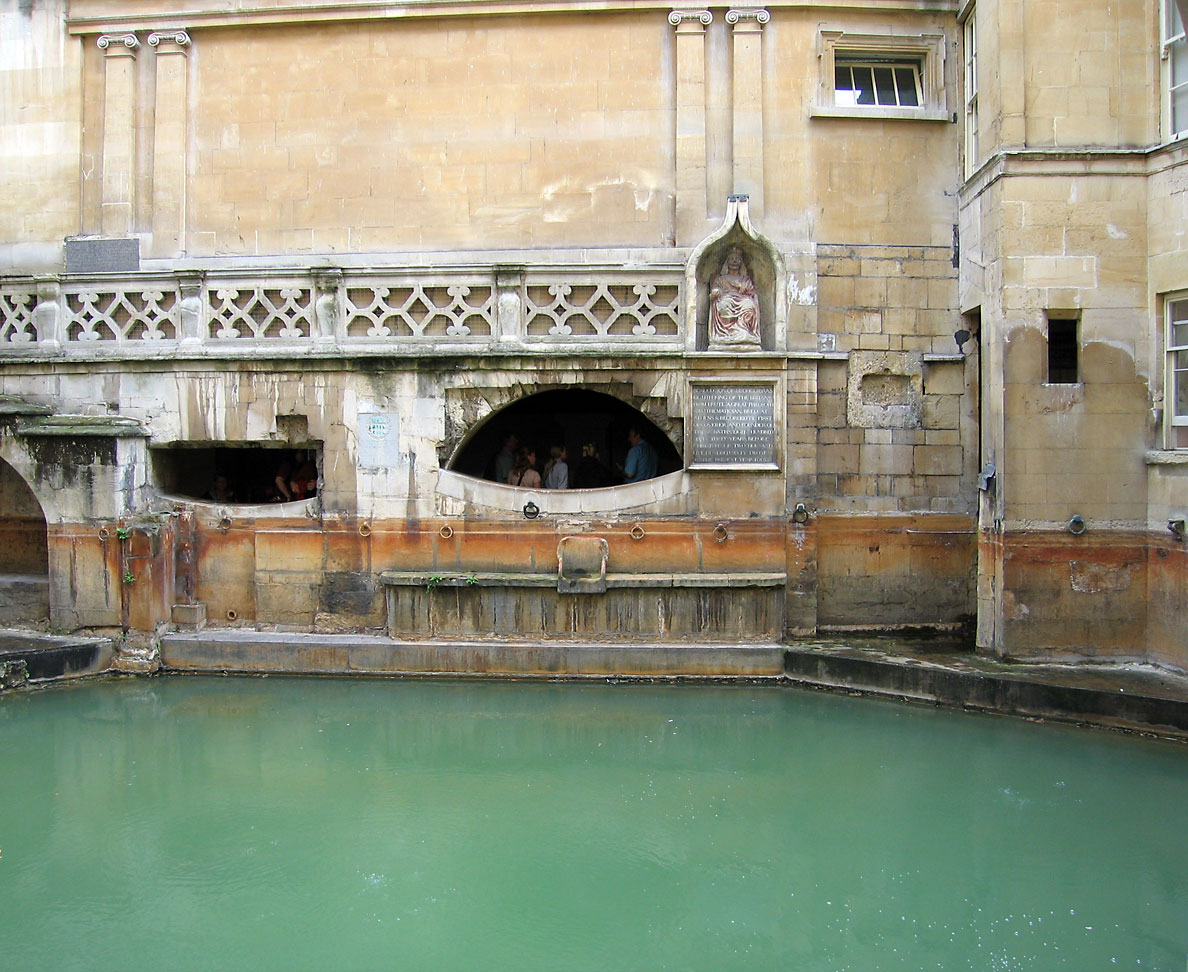
The 'sacred pool'
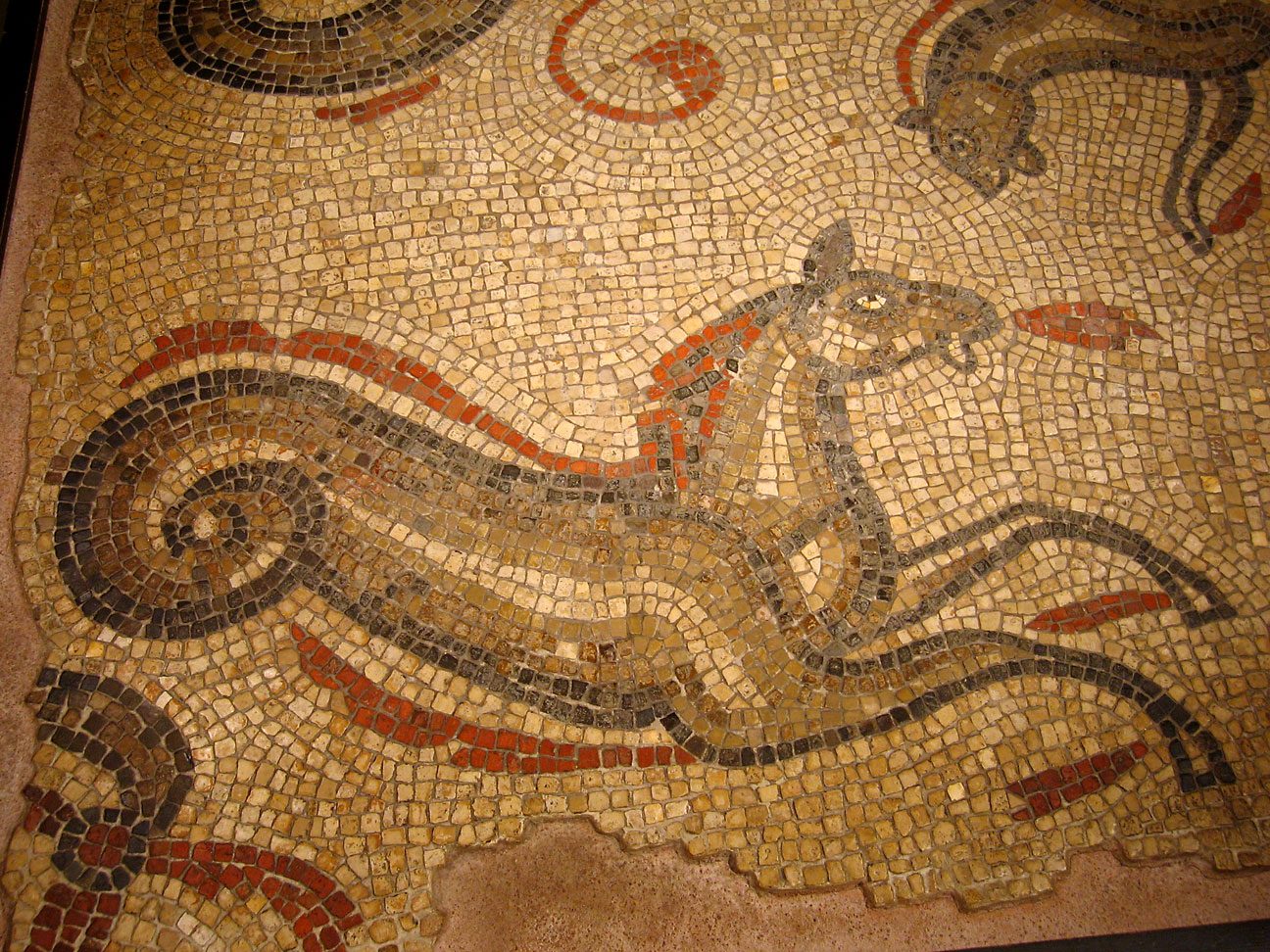
Hippocamp mosaic
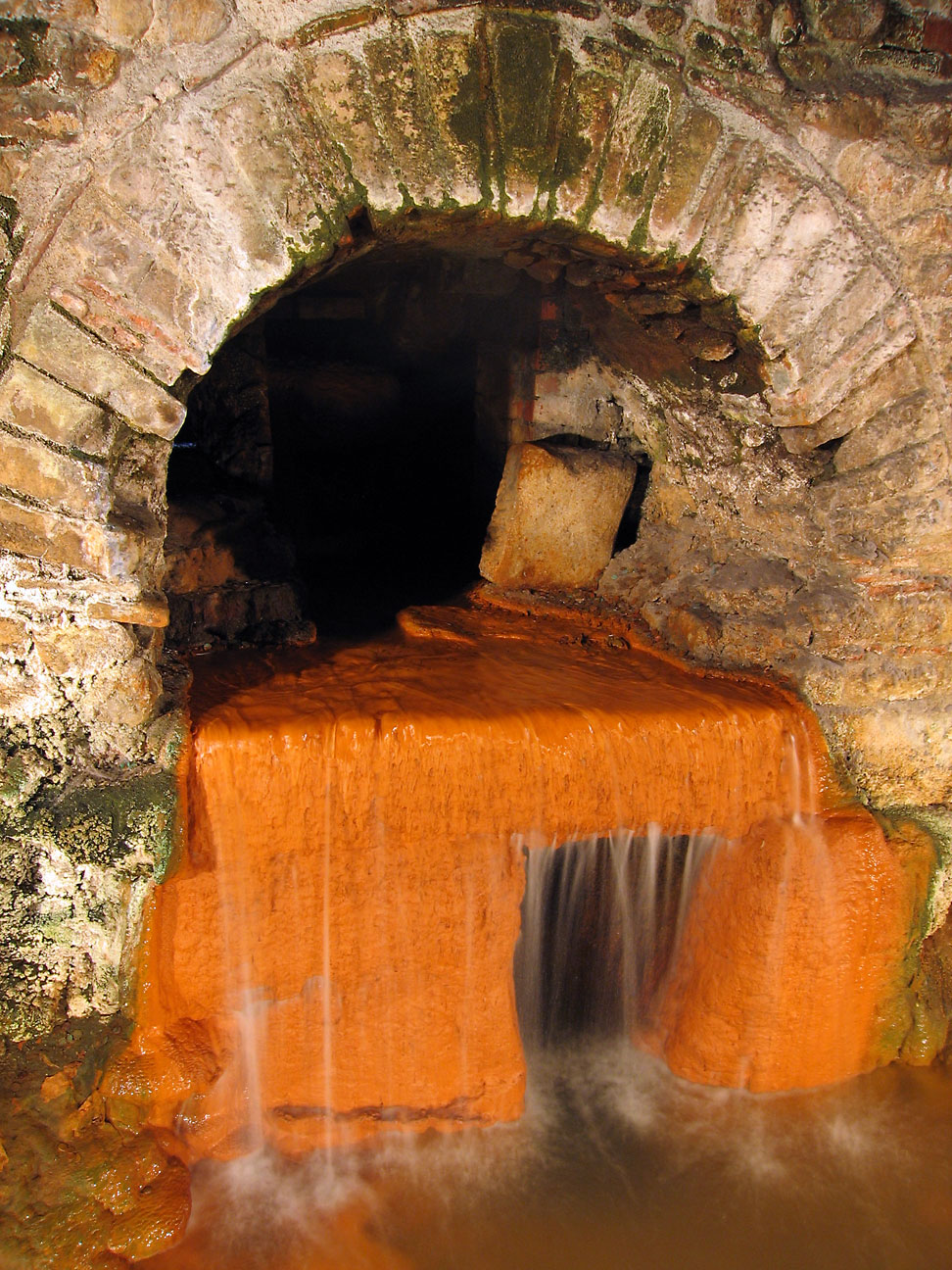
Spring overflow

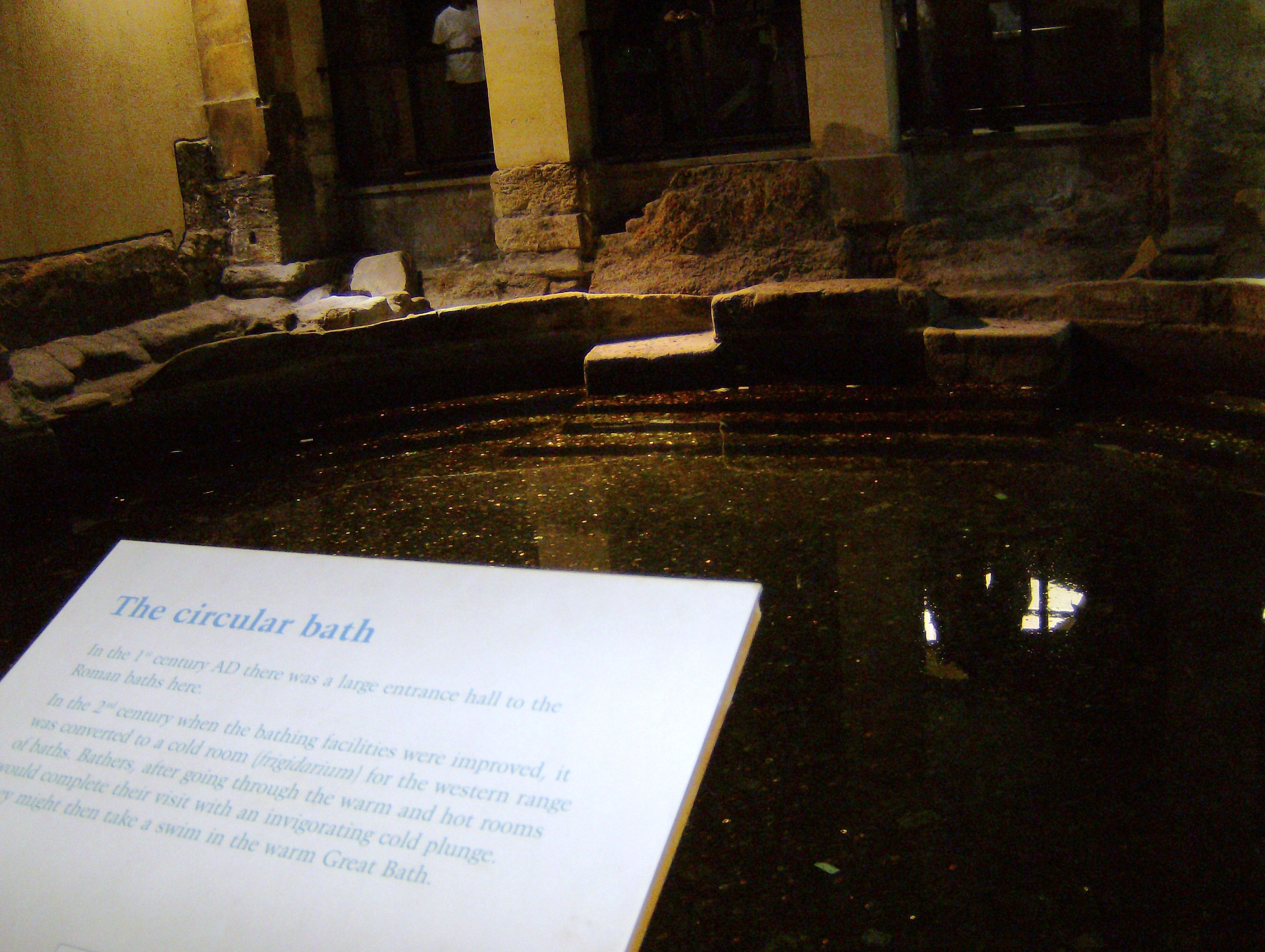
Frigidarium (cold pool)
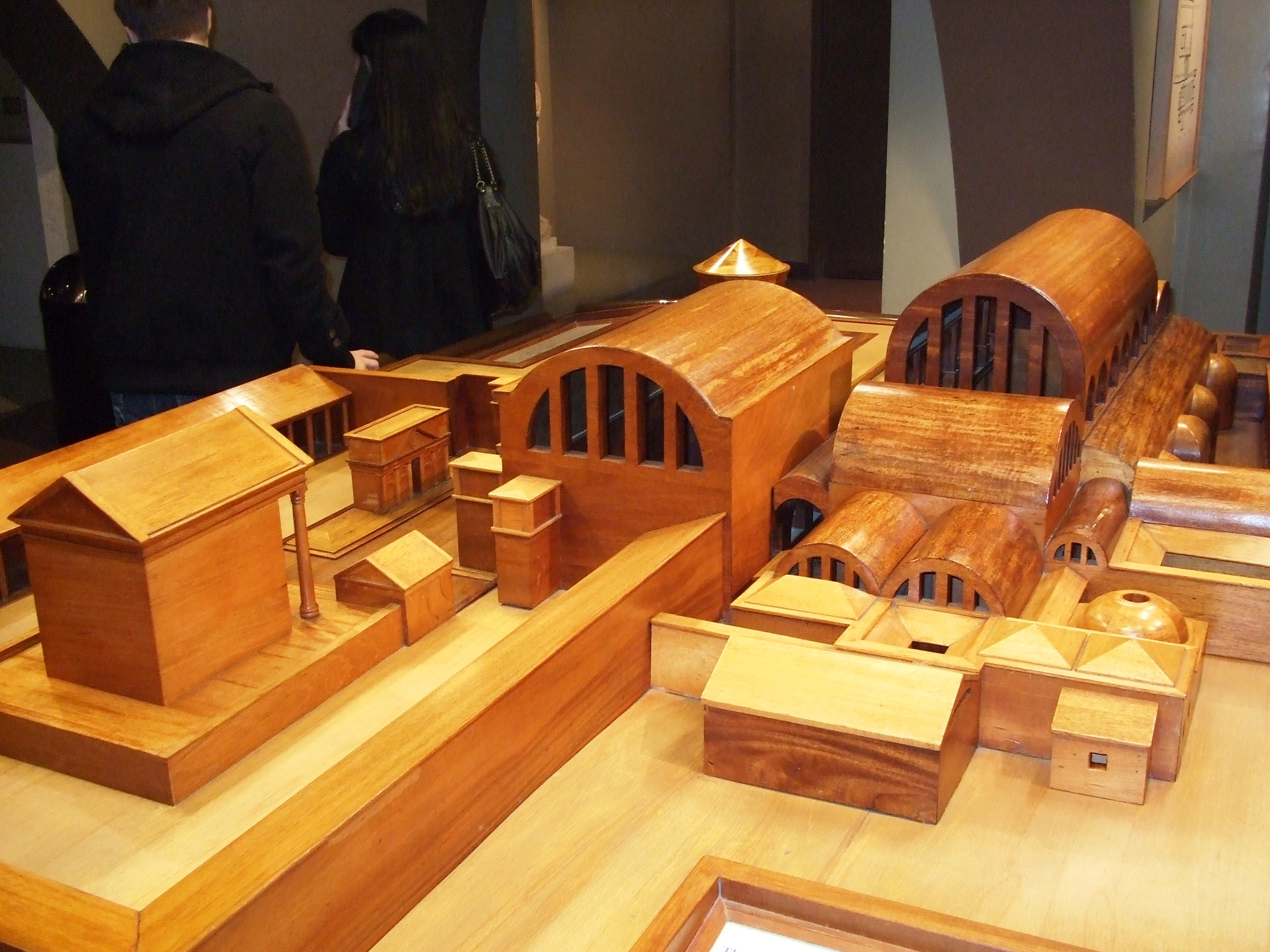
Model of Roman Bath and Roman Temple of Sulis Minerva as they would have looked at their greatest extent in 4th century AD
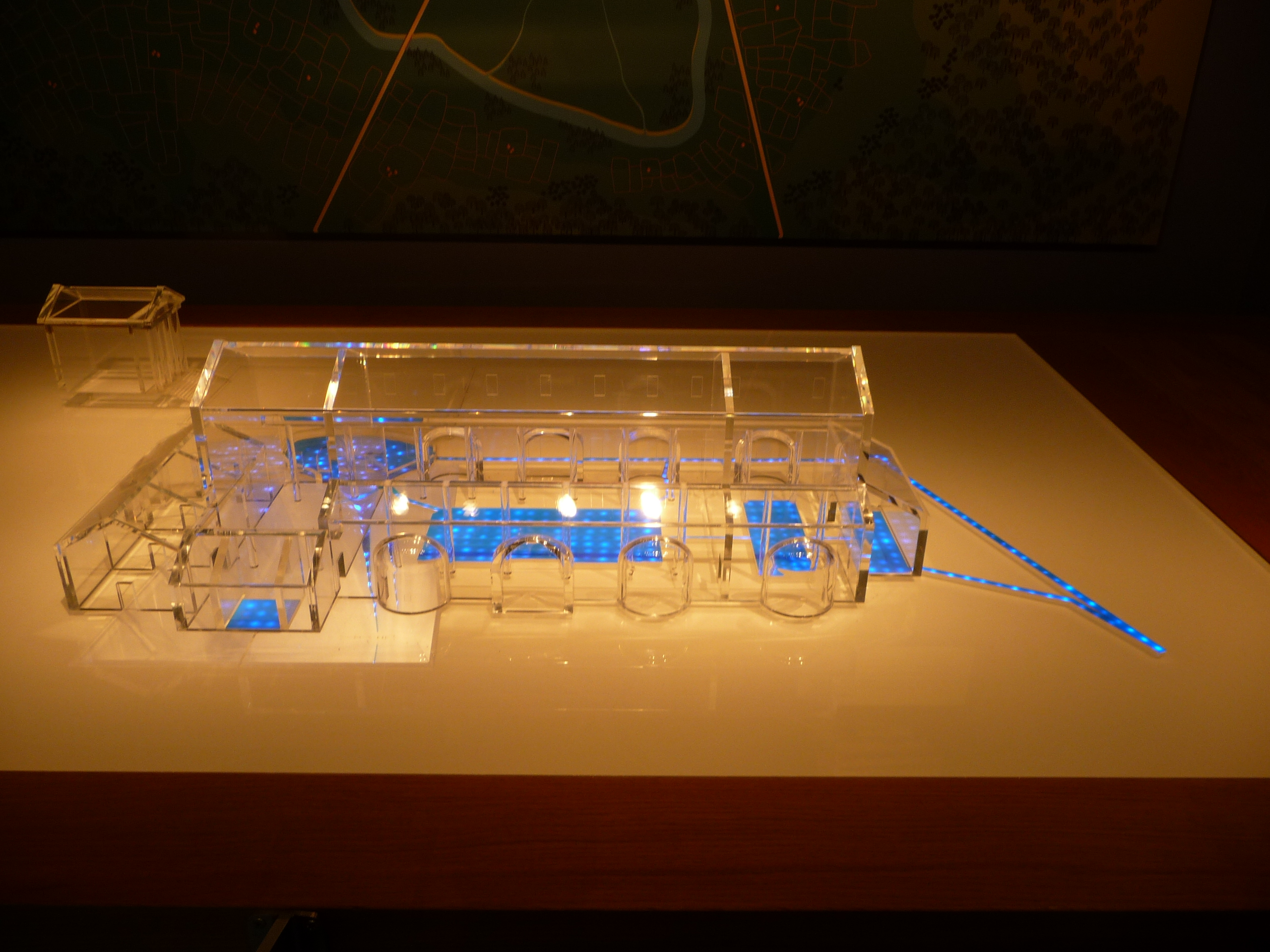
Model of Roman Bath
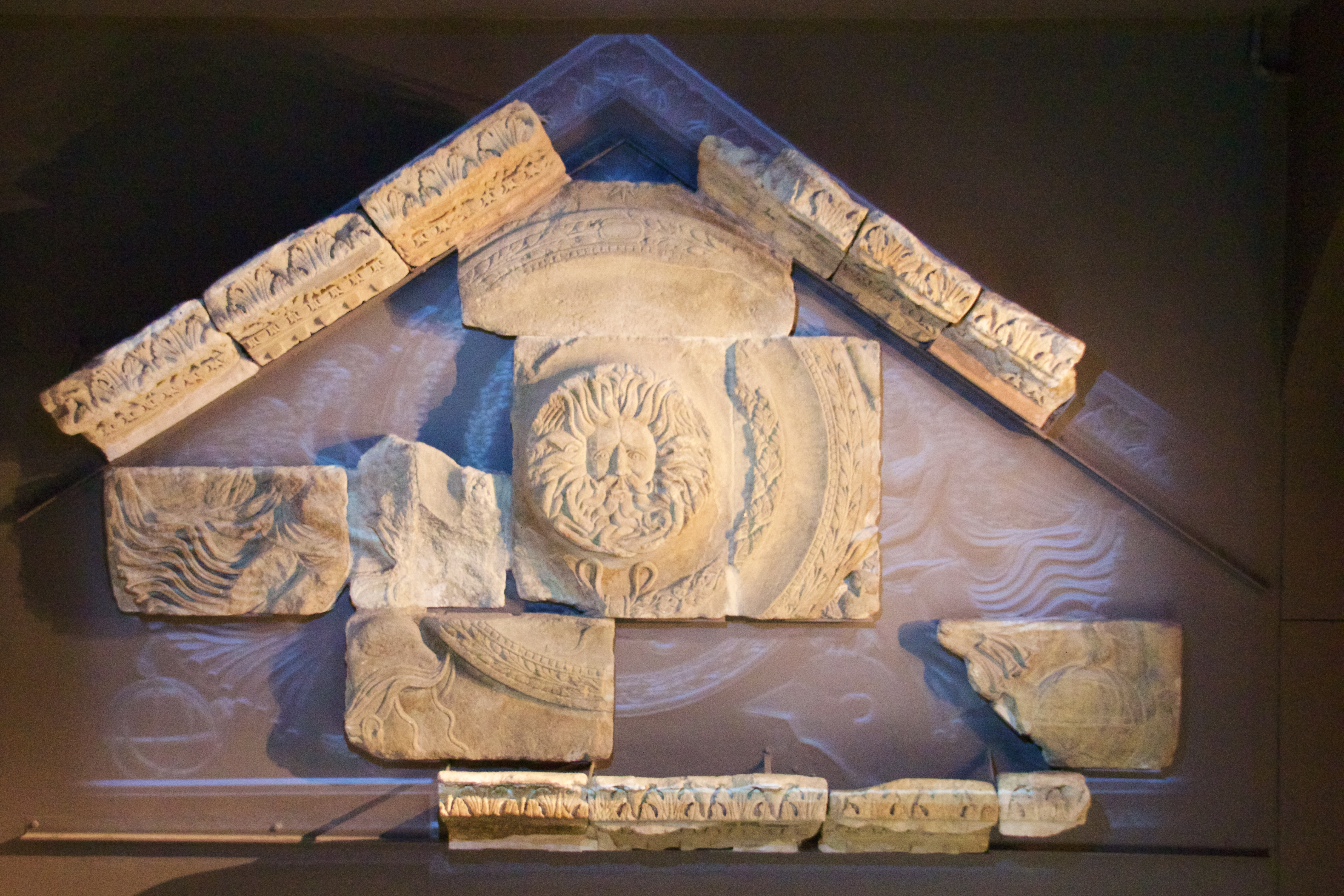
Bladud Gorgon head
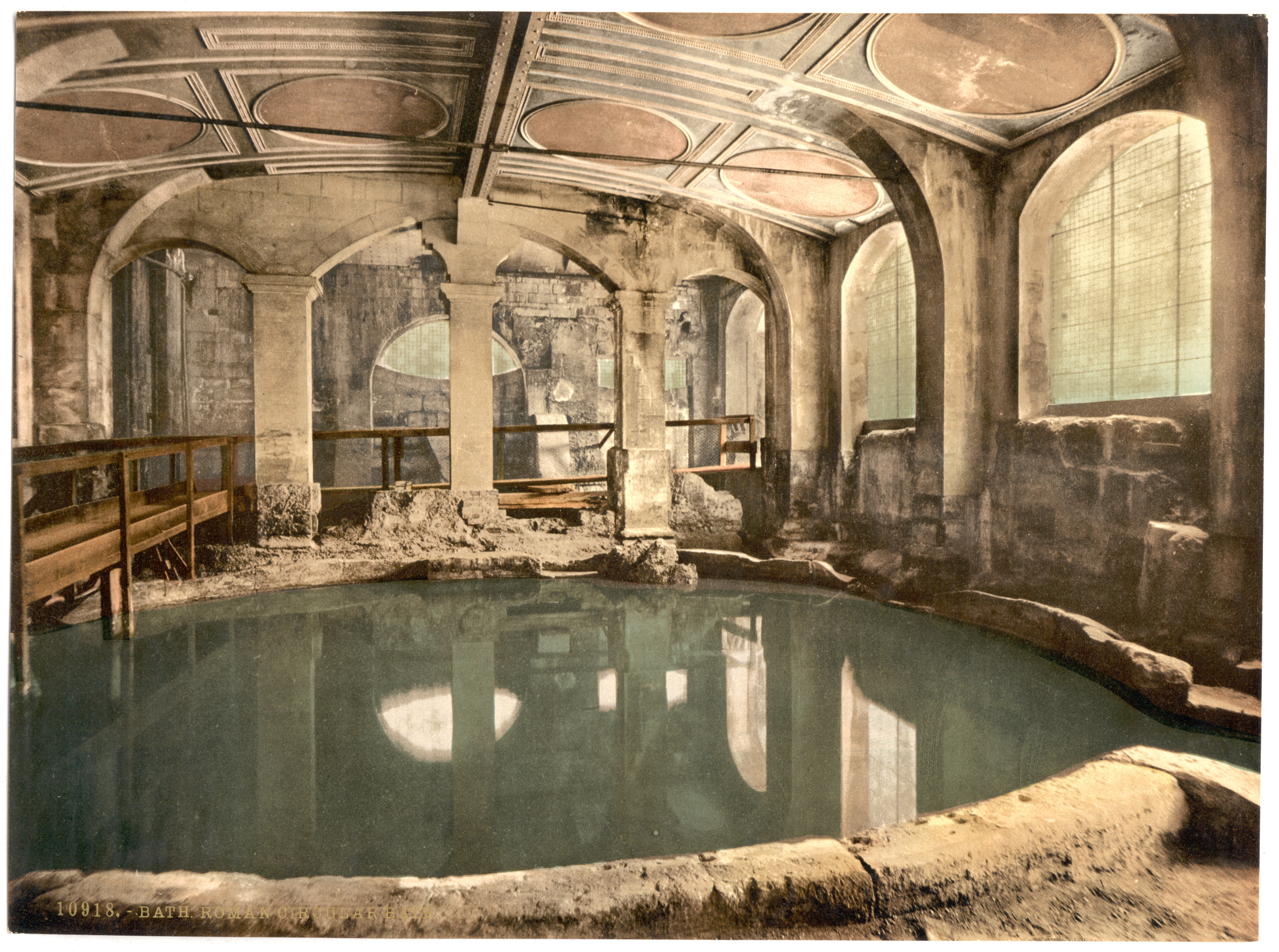
Circular Bath (Caldaria)
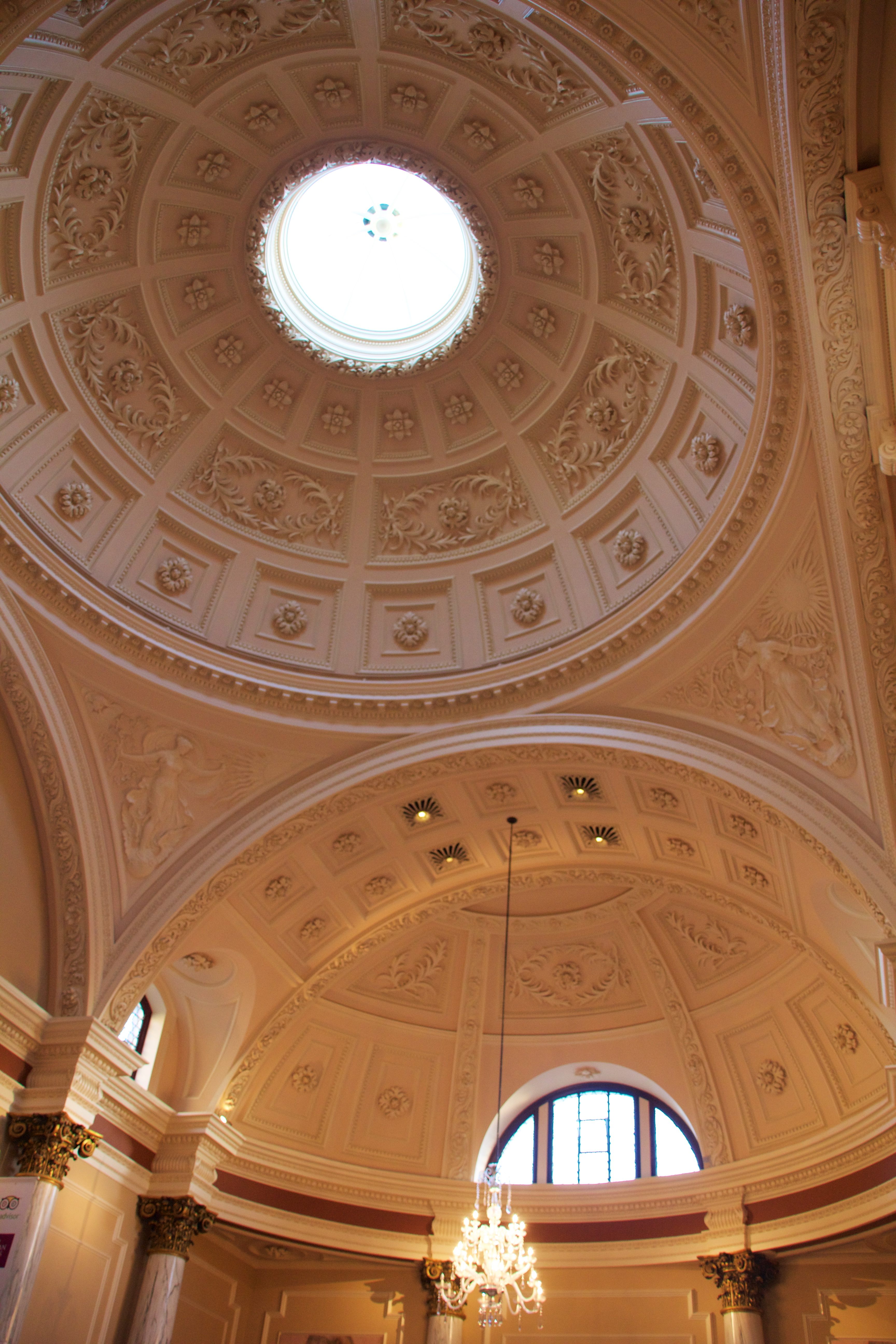
Roman Bath
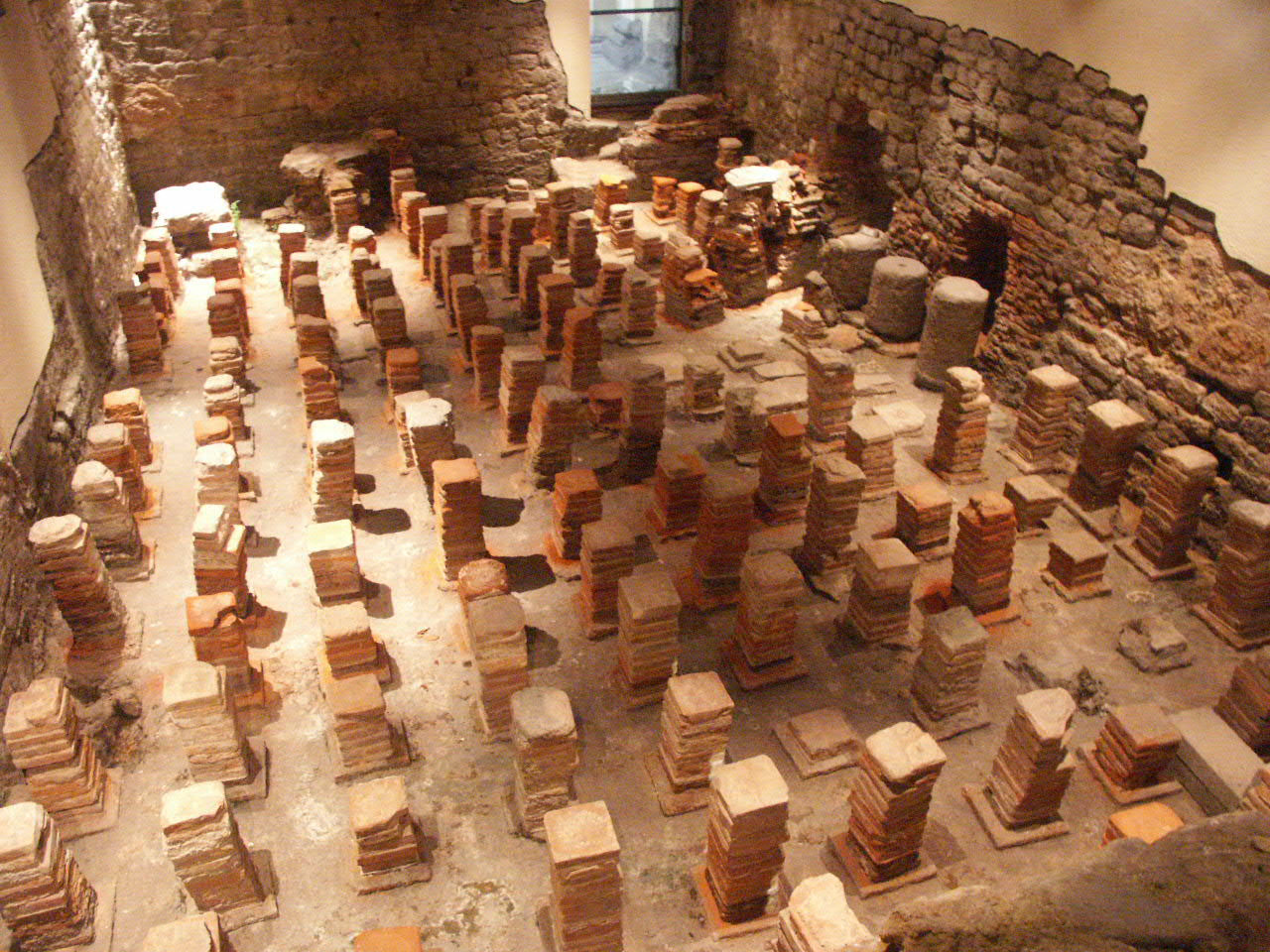
Caldarium. The floor has been removed to reveal the empty space which the hot air flowed through to heat the floor
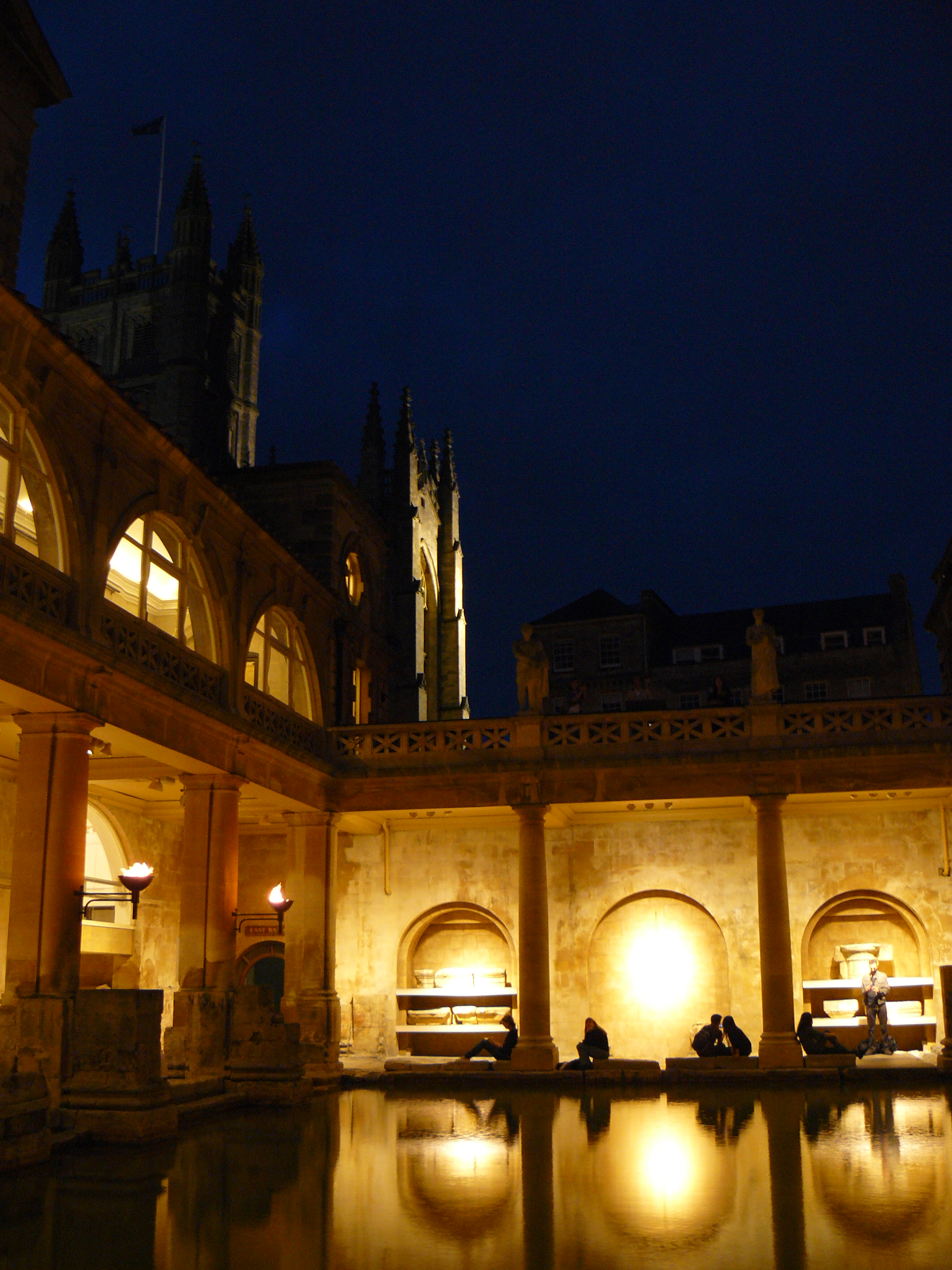
Roman Baths by Torchlight
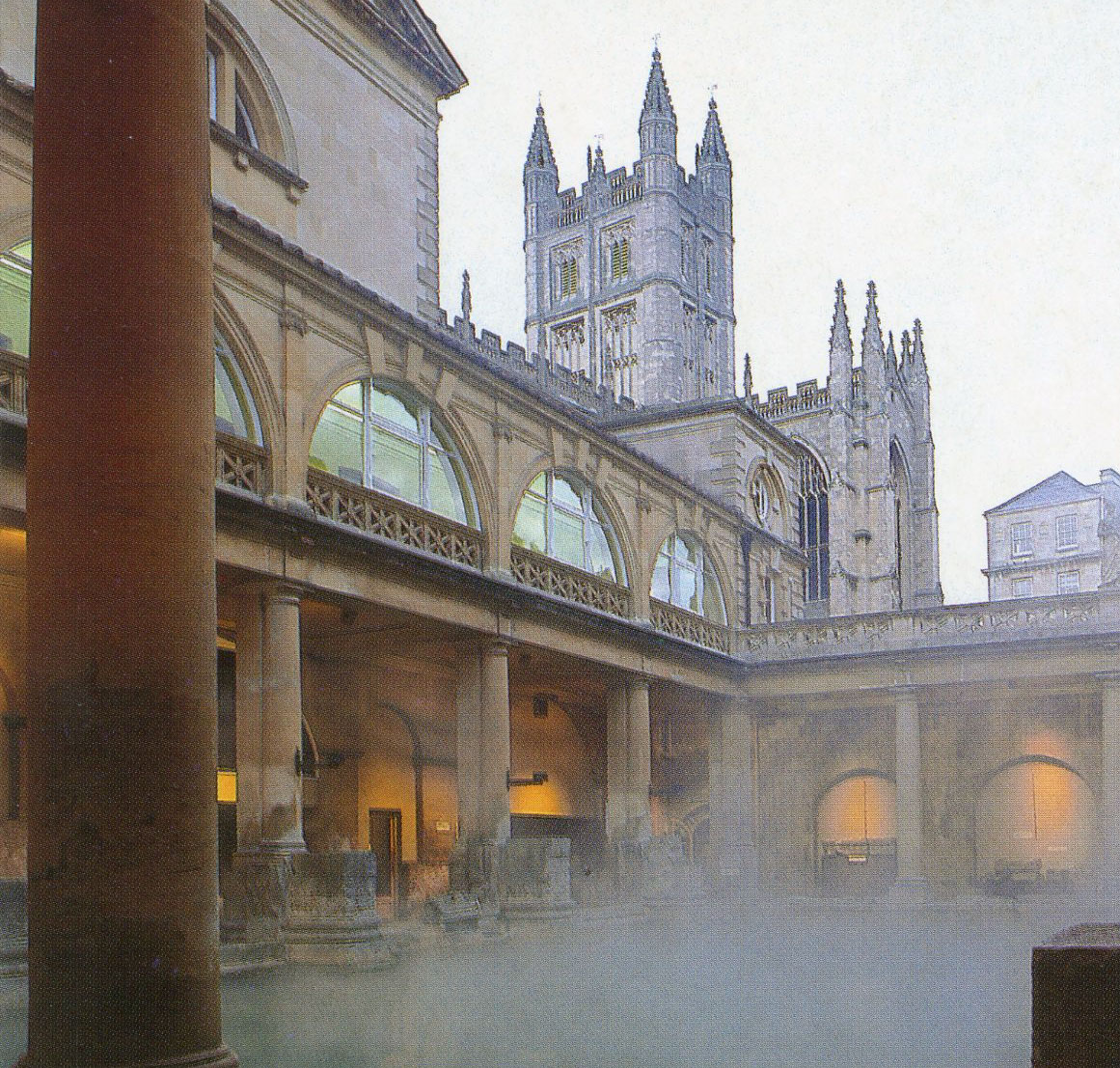
The Great Bath is fed with hot water from the hot spring.

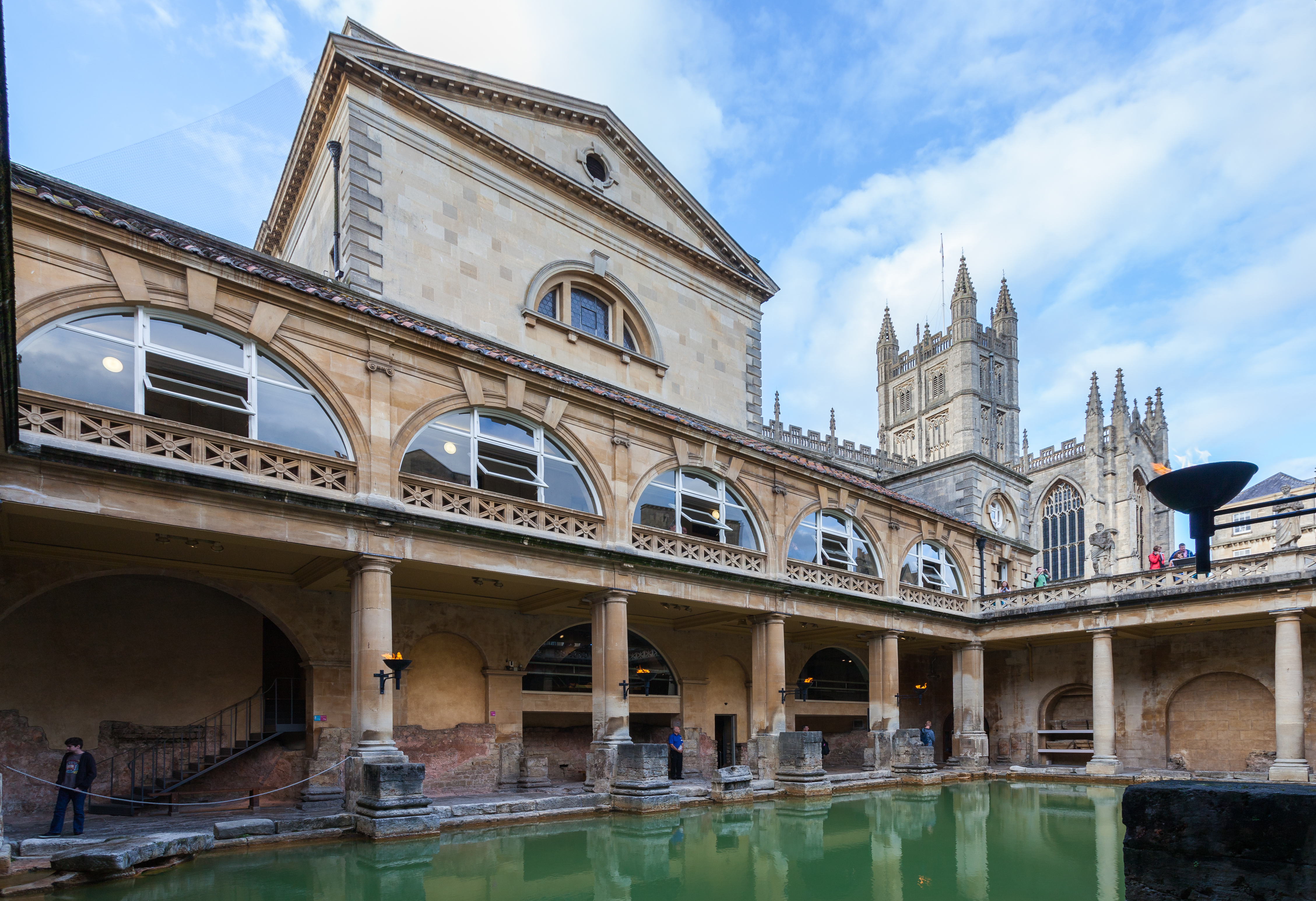
Victorian superstructure.
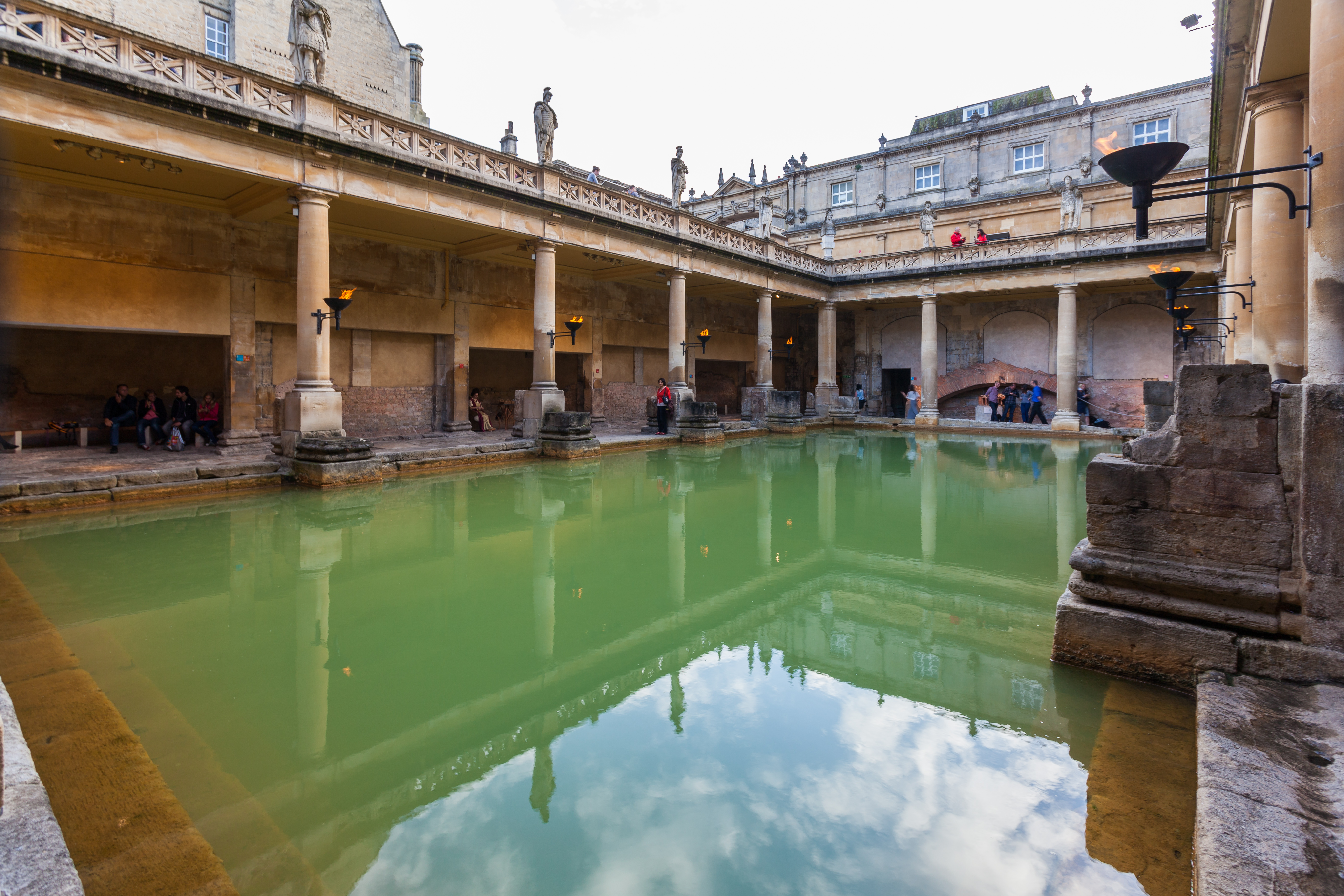
Another view of the Victorian superstructure.
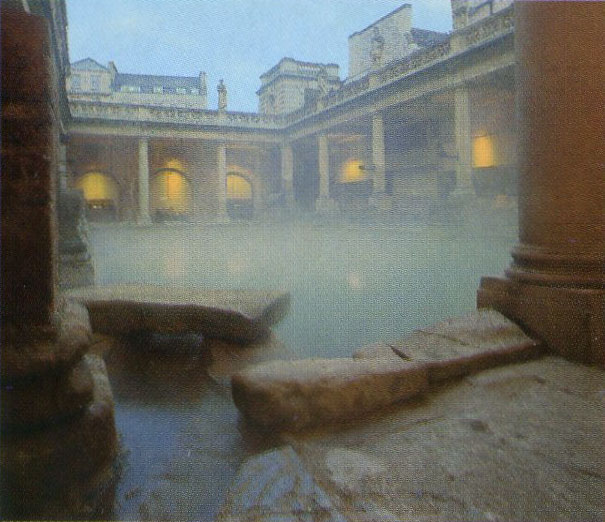
Steam rising from the Great Bath.
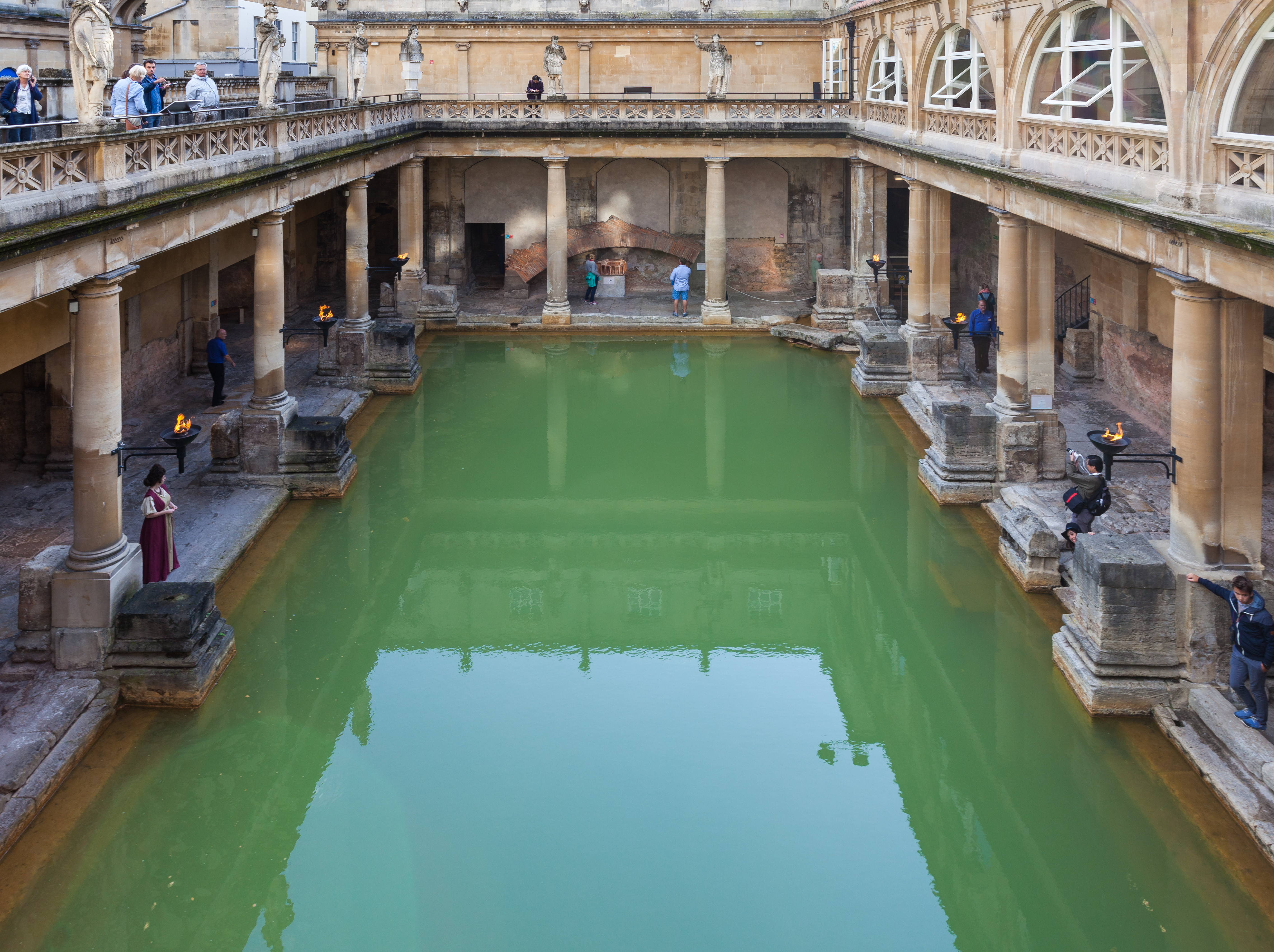
The Great Bath viewed from above.